# Verkehr in der Metropolregion Tokio

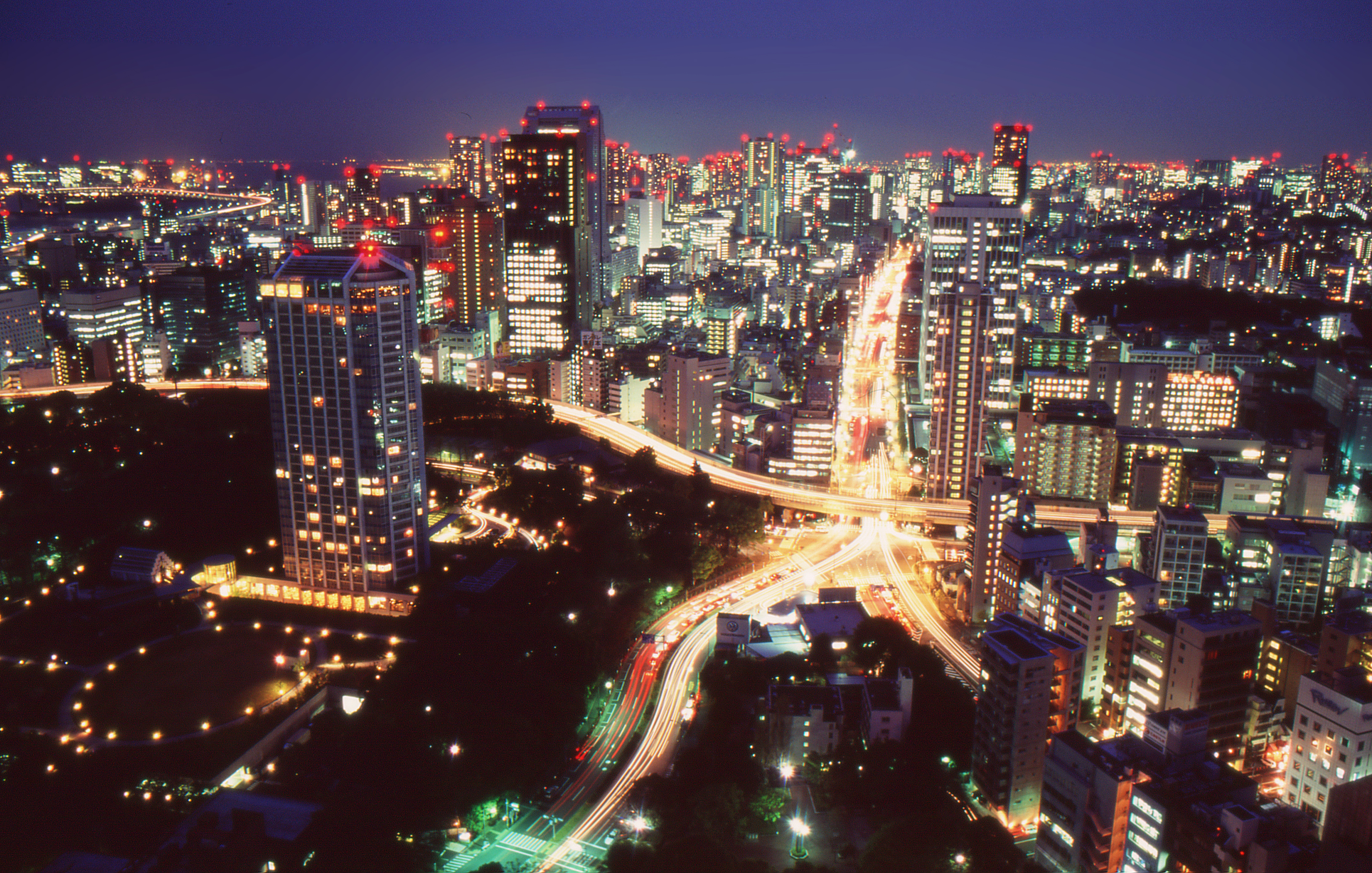
Nächtliche Ansicht von Tokio

Die Metropolregion Tokio ist der bedeutendste Dreh- und Angelpunkt des Straßen-, Schienen-, Schiff- und Luftverkehrs in Japan. Das Gebiet der Metropolregion umfasst die 23 Bezirke Tokios (die eigentliche Kernstadt Tokio) und den Rest der Präfektur Tokio, ebenso Teile der Präfekturen Chiba, Ibaraki, Kanagawa und Saitama. Dazu gehören die Millionenstädte Yokohama, Kawasaki und Saitama sowie mehrere weitere Großstädte.

## Flugverkehr

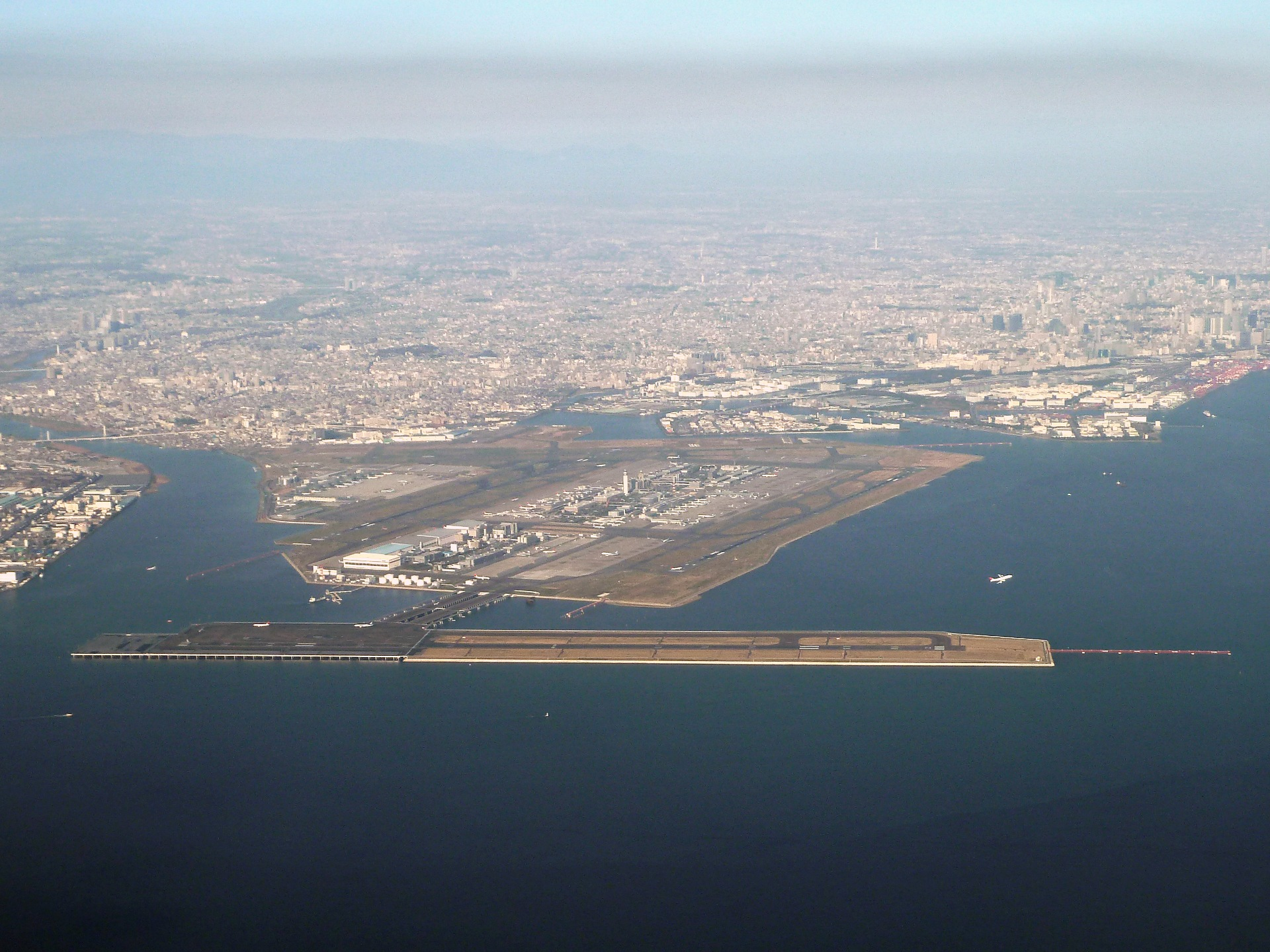
Flughafen Haneda

In der Metropolregion Tokio gibt es zwei Flughäfen 1. Klasse. Der ältere ist der 1931 eröffnete Flughafen Haneda. Er liegt im Bezirk Ōta an der Bucht von Tokio, etwa 14 Kilometer südlich des Stadtzentrums. Mit 68,9 Millionen Passagieren im Jahr 2013 ist er der viertgrößte Flughafen der Welt (nach Atlanta, Peking und London Heathrow). Ab 1978 wurden von Haneda aus fast nur Inlandflüge abgewickelt, seit der Eröffnung eines neuen Terminals im Jahr 2010 wird er auch wieder für internationale Flüge genutzt.
Nahe der Stadt Narita in der Präfektur Chiba, etwa 60 Kilometer östlich des Stadtzentrums von Tokio, befindet sich der Flughafen Narita. Im Jahr 2013 zählte er 35,3 Millionen Passagiere, was in der Liste der weltweit größten Flughäfen dem 38. Platz entspricht. Narita entstand als Entlastung für Haneda und wickelte nach seiner Eröffnung im Jahr 1978 fast den gesamten internationalen Flugverkehr ab. Heute ist Narita Japans zweitgrößter Flughafen und der zehntgrößte Frachtflughafen der Welt.
Der Flughafen Ibaraki bei Omitama in der Präfektur Ibaraki befindet sich 85 km nördlich von Tokio. Er wurde 2010 auf dem Gelände der Luftwaffenbasis Hyakuri eröffnet und dient in erster Linie als Basis für Billigfluggesellschaften. Der vom Hafenamt der Präfekturverwaltung getragene Flughafen Chōfu in der 20 km westlich von Tokio gelegenen Stadt Chōfu ist hauptsächlich für den Flugverkehr zu den Izu-Inseln zuständig, einer zur Präfektur Tokio gehörenden Inselgruppe. Der ebenfalls präfekturbetriebene Tōkyō Heliport im Bezirk Kōtō ist ein Hubschrauberlandeplatz für Charterflüge im Großraum Tokio und zu den Flughäfen.

## Schienenverkehr

### Übersicht

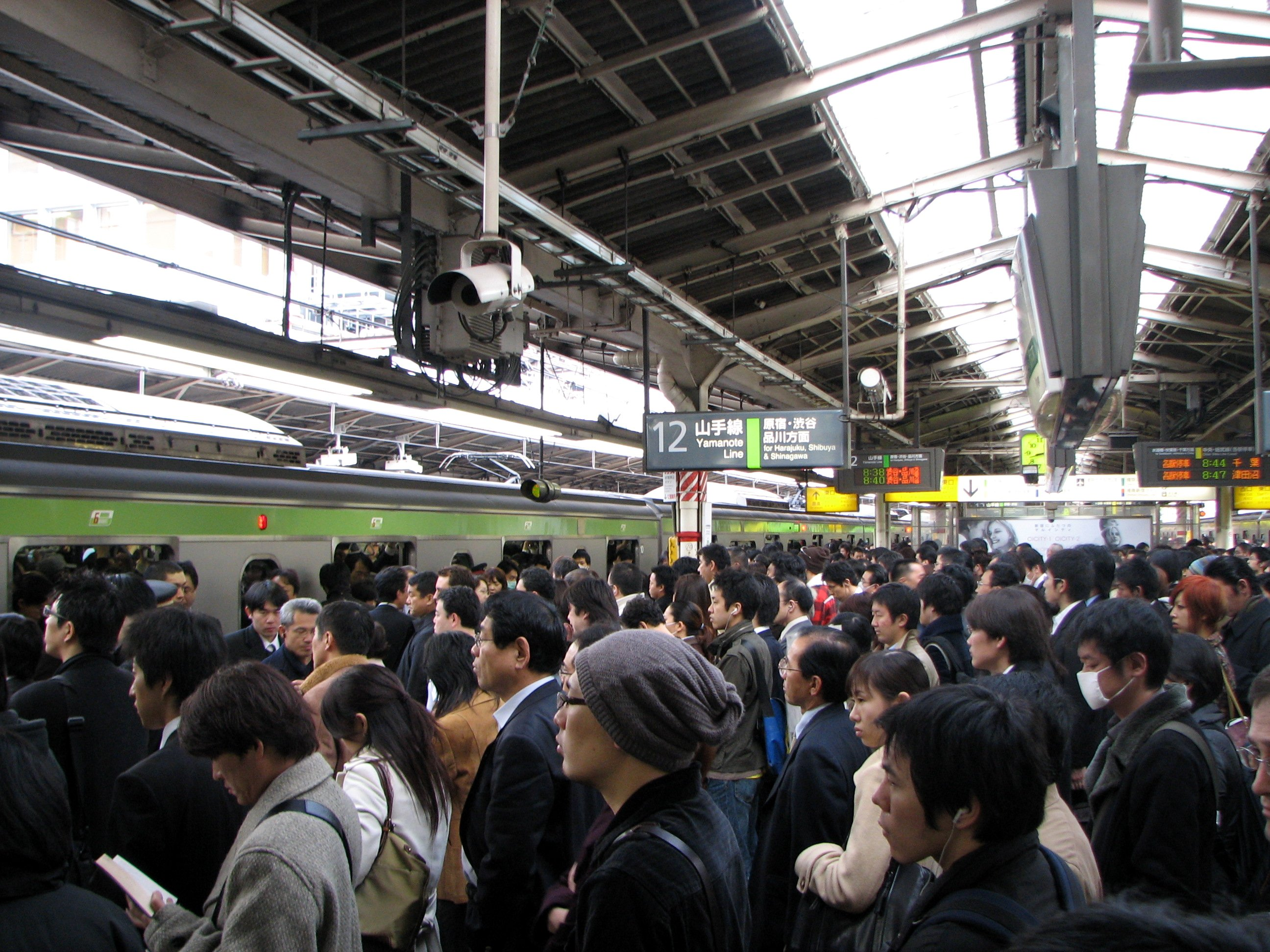
Bahnsteig im Bahnhof Shinjuku

Eisenbahnen sind das Hauptverkehrsmittel in der Metropolregion Tokio. Sie besitzt das dichteste und meistgenutzte urbane Eisenbahnnetz der Welt. Im Oktober 2003 wurden die öffentlichen Verkehrsmittel täglich rund 41 Millionen Mal genutzt, was einem Anteil von etwa 57 Prozent am gesamten Verkehrsaufkommen entspricht. Damals war das gesamte Schienenverkehrsnetz 2861 km lang und zählte 1243 Bahnhöfe. Nach dem Zweiten Weltkrieg, als die eigentliche Suburbanisierung einsetzte und die heutige Metropolregion etwa zwei Drittel weniger Einwohner zählte, war der größte Teil des Eisenbahnnetzes bereits vorhanden. Dies trug wesentlich dazu bei, dass die Motorisierung vergleichsweise spät einsetzte. In der zentralen Präfektur Tokio gibt es 882 Bahnhöfe, wovon 282 auf die U-Bahn entfallen. Trotz etlicher Kapazitätserweiterungen sind die Züge in den Hauptverkehrszeiten oft überfüllt und es werden Oshiya („Drücker“) eingesetzt, um die Passagiere in die Wagen hineinzudrücken. Die meisten Bahnlinien in Tokio sind in Besitz privater Unternehmen; in Staatsbesitz sind die Toei-U-Bahn (Betrieb direkt durch die Präfektur) und die Linien der Gesellschaft Tōkyō Metro (Betrieb indirekt durch die Präfektur und den japanischen Staat). Der meistgenutzte Bahnhof Tokios (und einer der verkehrsreichsten der Welt) ist Shinjuku im gleichnamigen Bezirk mit rund drei Millionen Fahrgästen täglich.

### Japan Rail
Die East Japan Railway Company (oder JR East; englisch für JR Higashi-Nihon, „JR Ostjapan“) ist eine der weltweit größten Bahngesellschaften für Personenverkehr. Sie betreibt Bahnlinien in der gesamten Metropolregion Tokio und im restlichen nordöstlichen Teil der japanischen Hauptinsel Honshū. Zusätzlich zu den nach Norden ausgehenden Shinkansen-Hochgeschwindigkeitsstrecken in Normalspur (1435 mm) ist JR East für ein umfangreiches Vorortsbahnnetz in Kapspur (1067 mm) verantwortlich. Die Tōkaidō-Shinkansen nach Nagoya und Osaka wird von der JR Tōkai („JR Tōkai“; engl. „JR Central“) betrieben.

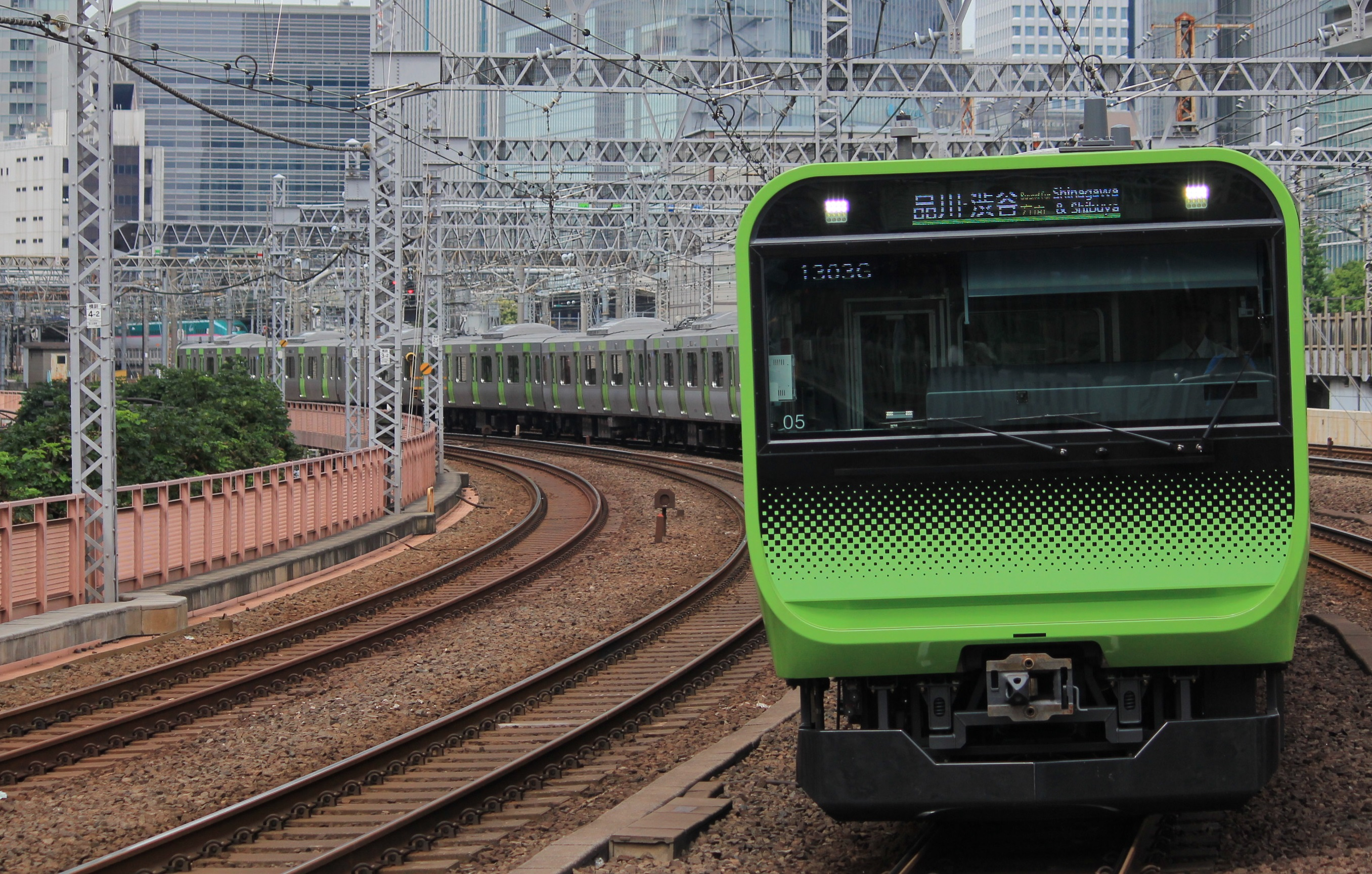
JR-Zug der Baureihe E235 auf der Yamanote-Linie

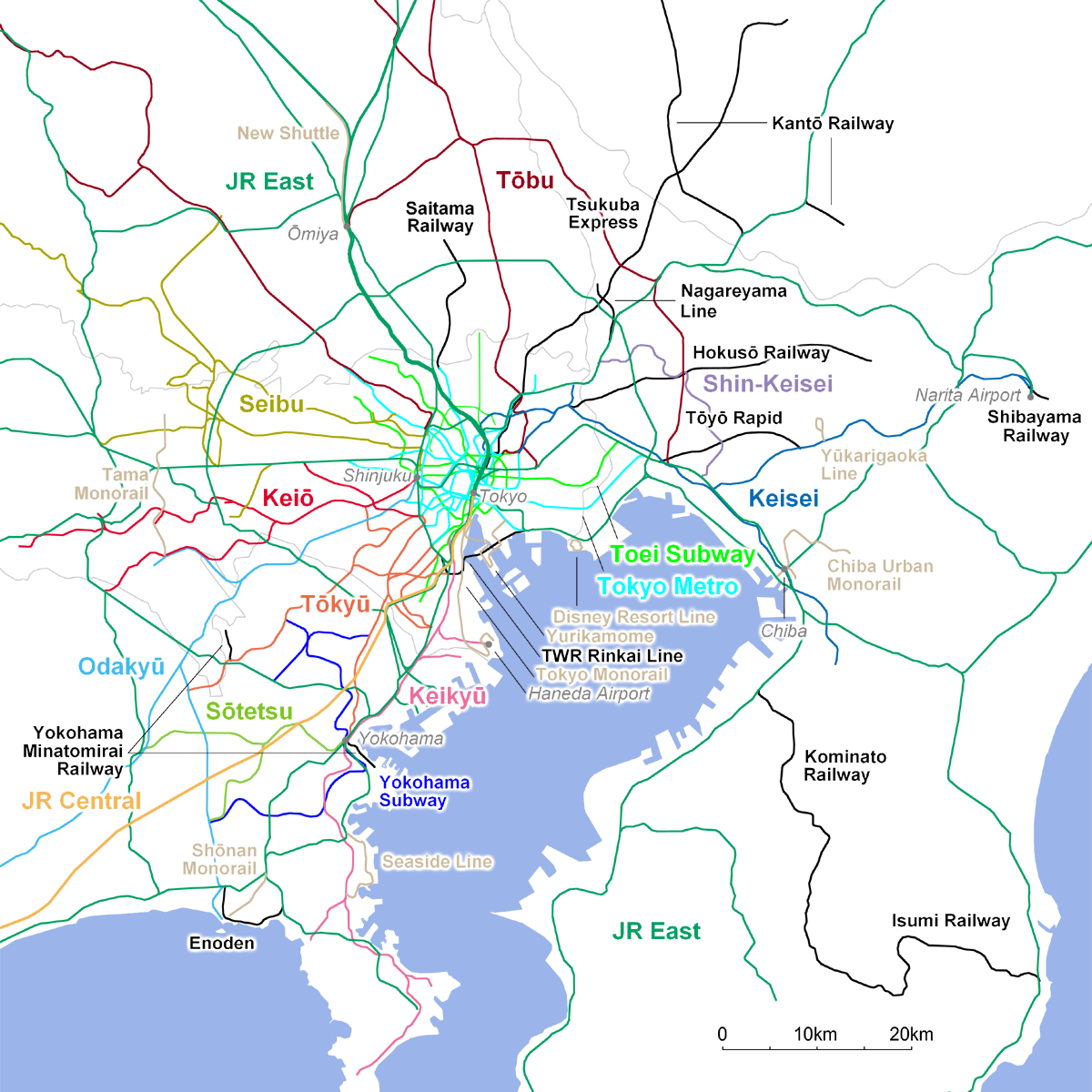
Bahnnetz im Großraum Tokio

JR-Linien im und durchs Stadtzentrum von Tokio:
- Chūō-Hauptlinie: vom Bahnhof Tokio bis zum Bahnhof Takao in Hachiōji
- Keihin-Tōhoku-Linie: von Ōmiya nach Yokohama
- Keiyō-Linie: vom Bahnhof Tokio nach Chiba
- Sōbu-Hauptlinie: vom Bahnhof Tokio nach Chiba
- Tōkaidō-Hauptlinie: vom Bahnhof Tokio via Kawasaki, Yokohama und Odawara nach Atami
- Utsunomiya-Linie: Teilstrecke der Tōhoku-Hauptlinie zwischen dem Bahnhof Ueno und Nasushiobara
- Yamanote-Linie: Ringlinie rund um das Stadtzentrum von Tokio
- Yokosuka-Linie: vom Bahnhof Tokio via Shin-Kawasaki und Yokohama nach Yokosuka

JR-Linien außerhalb des Stadtzentrums:
- Hachikō-Linie: von Hachiōji nach Takasaki
- Itsukaichi-Linie: von Akiruno nach Akishima
- Jōban-Linie: von Nippori über Matsudo nach Toride
- Jōetsu-Linie: Vorortsverkehr nördlich von Takasaki
- Kawagoe-Linie: von Ōmiya nach Hidaka
- Musashino-Linie: von Fuchū nach Funabashi
- Ōme-Linie: von Tachikawa nach Okutama
- Nambu-Linie: von Kawasaki nach Tachikawa
- Negishi-Linie: von Hachiōji über Yokohama nach Kamakura
- Sagami-Linie: von Chigasaki nach Hashimoto
- Takasaki-Linie: von Ōmiya nach Takasaki
- Tsurumi-Linie: von Tsurumi zum Hafen von Kawasaki
- Yokohama-Linie: von Higashi-Kanagawa über Machida nach Hachiōji

### Weitere Bahngesellschaften im Zentrum Tokios
Regionalbahnen befördern Pendler von den Vororten ins Zentrum Tokios. Dazu gehören verschiedene private Bahngesellschaften mit zusammen 55 Linien. Diese Gesellschaften betreiben 24 weitere Linien außerhalb Tokios.
- Keikyū: vom Bahnhof Shinagawa in die Präfektur Kanagawa und zum Flughafen Haneda (5 Linien, Spurweite 1435 mm)
- Keiō Dentetsu: vom Bahnhof Shinjuku und vom Bahnhof Shibuya in den Westen Tokios (6 Linien, Spurweite 1067 und 1372 mm)
- Keisei Dentetsu: vom Bahnhof Ueno in die Präfektur Chiba und zum Flughafen Narita (7 Linien, Spurweite 1067 und 1435 mm)
- Odakyū Dentetsu: vom Bahnhof Shinjuku in die Präfektur Kanagawa (3 Linien, Spurweite 1067 mm)
- Seibu Tetsudō: vom Bahnhof Seibu-Shinjuku und vom Bahnhof Ikebukuro in den Westen Tokios (13 Linien, Spurweite 1067 mm)
- Tōbu Tetsudō: vom Bahnhof Ikebukuro und vom Bahnhof Asakusa in den Norden und Osten Tokios sowie in die Präfektur Saitama (13 Linien, Spurweite 1067 mm)
- Tōkyū Dentetsu: vom Bahnhof Shibuya und vom Bahnhof Meguro in den Süden Tokios und nach Yokohama (7 Linien, Spurweite 1067 mm)
- Shutoken Shintoshi Tetsudō (engl. „Metropolitan Intercity Railway“): Tsukuba-Express vom Bahnhof Akihabara nach Tsukuba in der Präfektur Ibaraki (1 Linie, Spurweite 1067 mm)
- Tokyo Waterfront Area Rapid Transit (engl. für Tōkyō Rinkai Kōsoku Tetsudō): Rinkai-Linie im Hafengebiet zur Insel Odaiba (Spurweite 1067 mm)

### U-Bahnen
Zwei Gesellschaften betreiben das 310 km lange und 13 Linien umfassende Netz der U-Bahn Tokio:
- Tōkyō Metro (früher Eidan): Betreiber von neun Linien (Spurweite 1435 mm)
- Verkehrsamt der Präfektur Tokio: Betreiber der vier Linien der präfekturbetriebenen (toei) U-Bahn (Spurweite 1067, 1372 und 1435 mm)

Ebenfalls in der Metropolregion befindet sich die U-Bahn Yokohama mit 2 Linien von zusammen 53,5 km Länge. Betreiber ist das Verkehrsamt der Stadt Yokohama.

### Sonstige Eisenbahnen und spurgeführte Bahnen

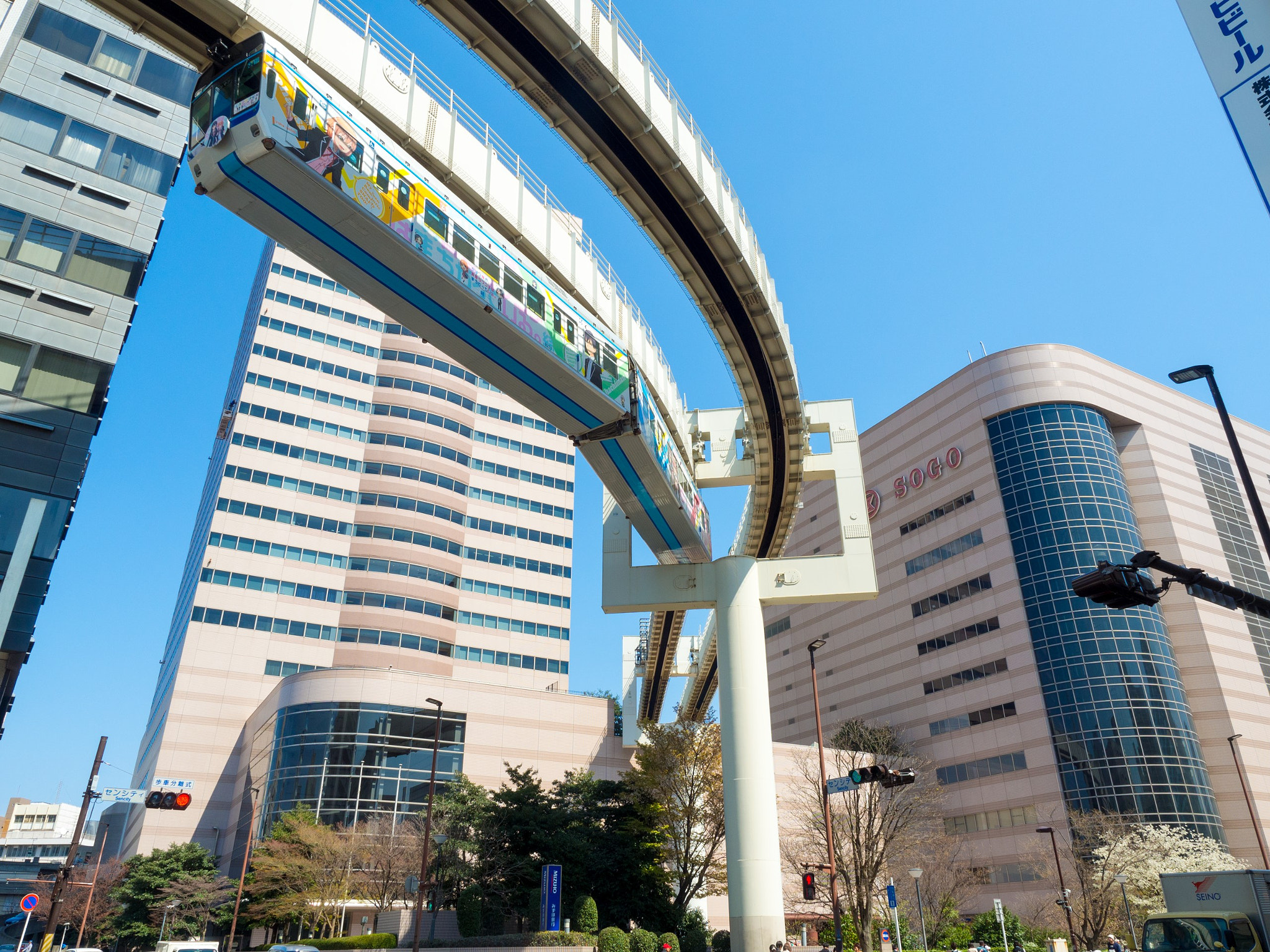
Chiba Monorail

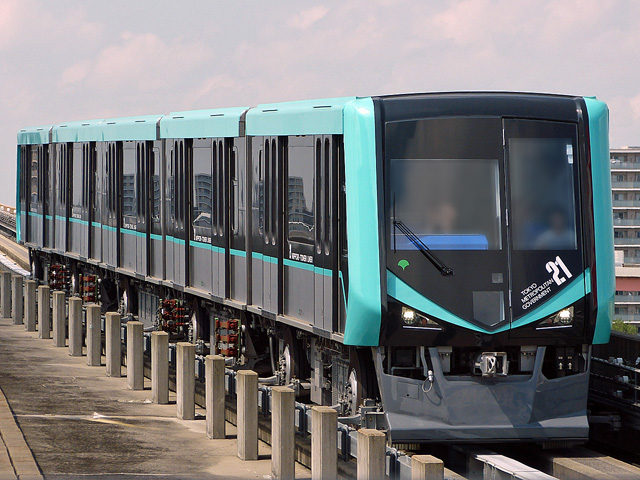
Nippori-Toneri Liner

In der Metropolregion sind weitere Bahnen unterschiedlicher Art in Betrieb.
- Chiba Monorail: Hängebahn in Chiba (2 Linien)
- Disney Resort Line: Einschienenbahn vom Bahnhof Maihama zum Tokyo Disney Resort
- Enoshima-Dentetsu-Linie: von Kamakura nach Fujisawa (Spurweite 1067 mm)
- Hokusō-Linie: von Katsushika nach Inzai (Spurweite 1435 mm)
- Kanazawa Seaside Line: Peoplemover in Yokohama
- New Shuttle: gummibereifte Bahn von Ōmiya nach Ina
- Nippori-Toneri Liner, Peoplemover im Nordosten Tokios zwischen Arakawa und Adachi
- Nagareyama-Linie: von Matsudo nach Nagareyama (Spurweite 1067 mm)
- Sagami Tetsudō: von Yokohama nach Ebina und Fujisawa (2 Linien, Spurweite 1067 mm)
- Saitama Kōsoku Tetsudō: von Kita nach Midori-ku (Spurweite 1067 mm)
- Shibayama Tetsudō: vom Flughafen Narita nach Shibayama (Spurweite 1435 mm)
- Shin-Keisei Dentetsu: von Narashino nach Matsudo (Spurweite 1435 mm)
- Shōnan Monorail: Hängebahn in Kamakura
- Tama Monorail: Einschienenbahn von Tama nach Higashiyamato
- Tōyō Kōsoku: von Funabashi nach Yachiyo (Spurweite 1067 mm)
- Tōkyō Monorail: Einschienenbahn vom Bahnhof Hamamatsuchō zum Flughafen Haneda
- Ueno Zoo Monorail, Hängebahn im Ueno-Zoo
- Yūkarigaoka-Linie: Peoplemover in Yūkarigaoka, Sakura
- Yokohama Kōsoku Tetsudō (engl. „Yokohama Minatomirai Railway“): 2 Linien in Yokohama (Spurweite 1067 mm)
- Yurikamome: Peoplemover im Hafengebiet

## Bus und Straßenbahn

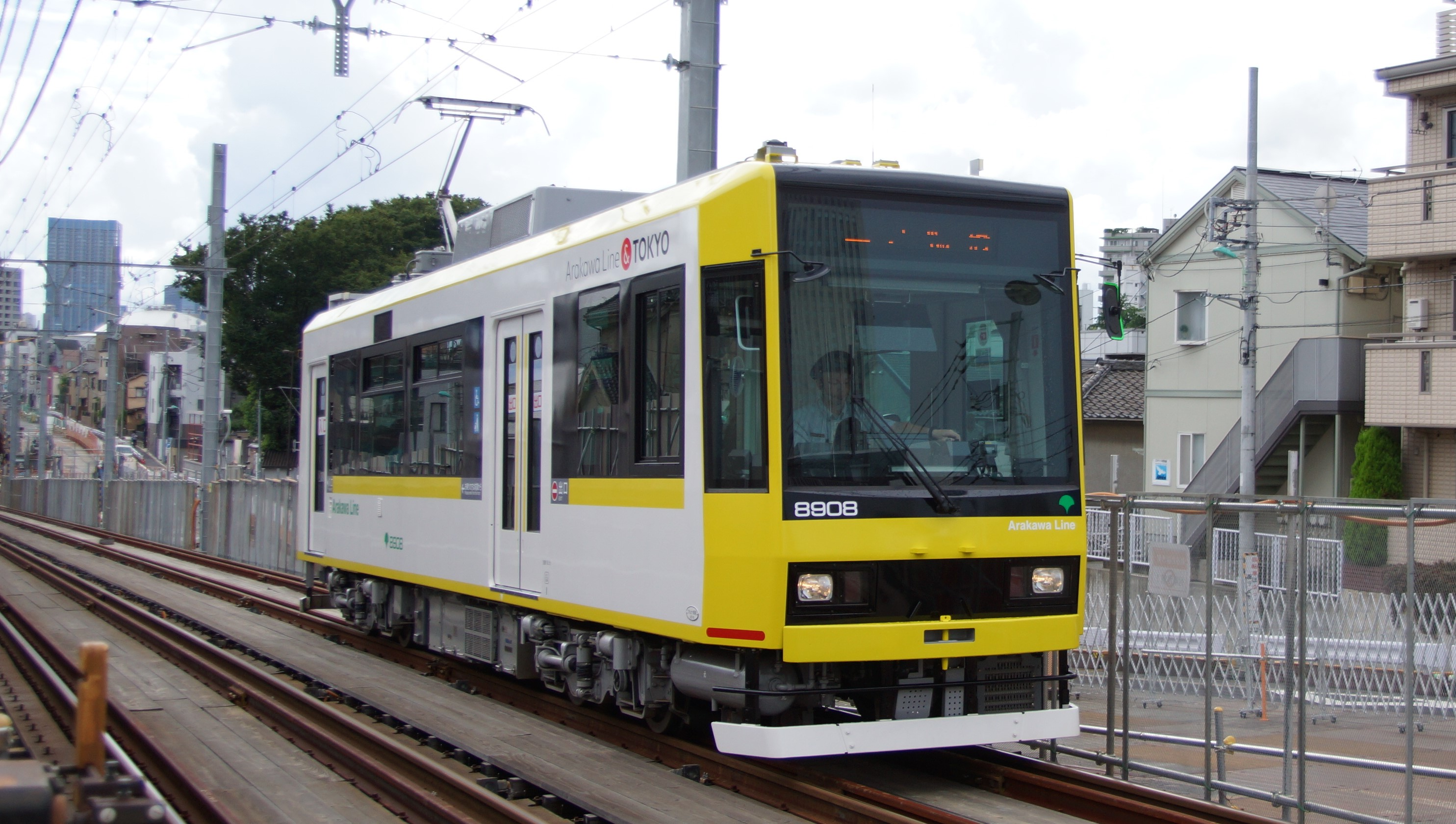
Toden-Arakawa-Linie

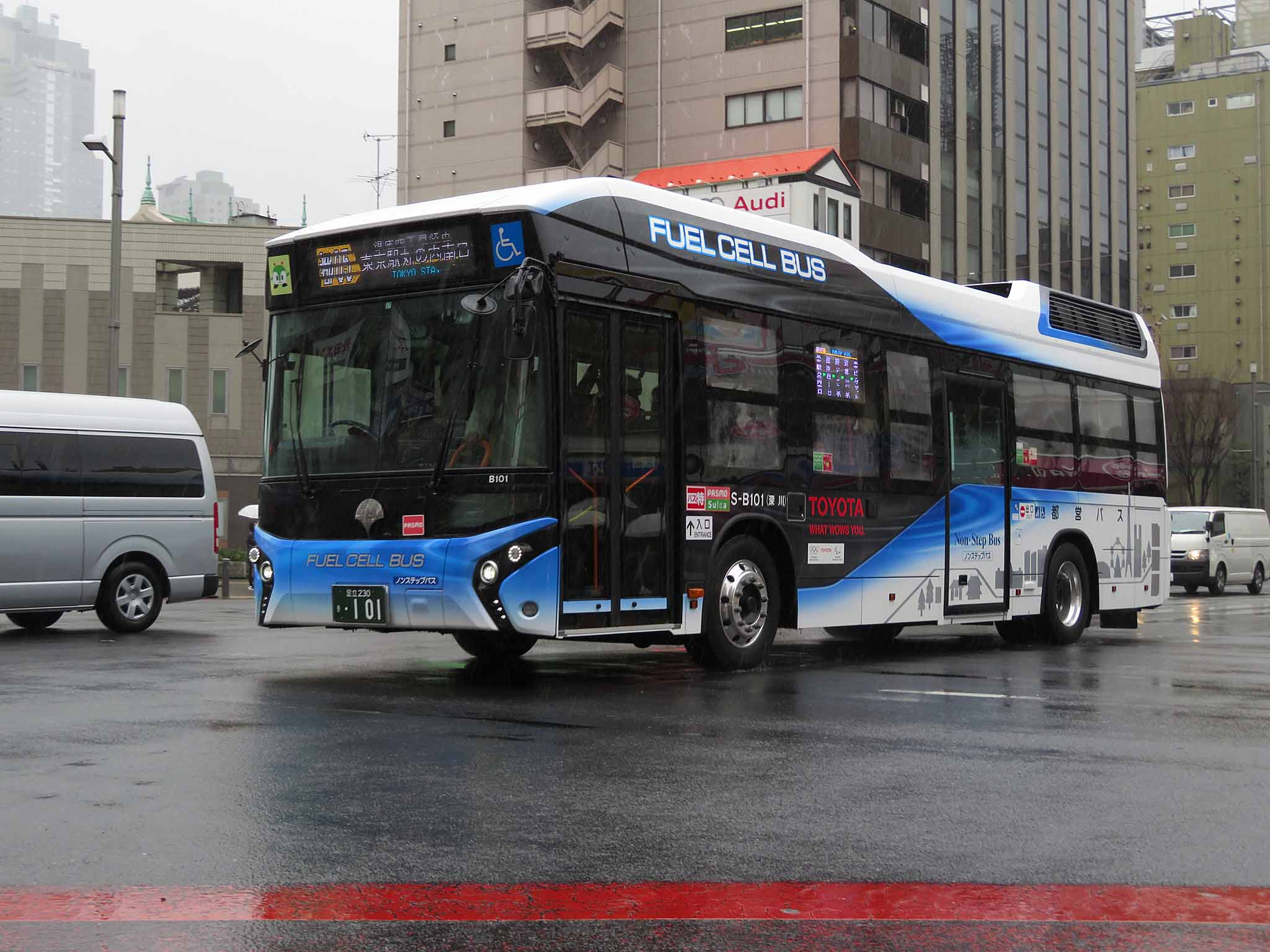
Ein präfekturbetriebener (toei) Bus

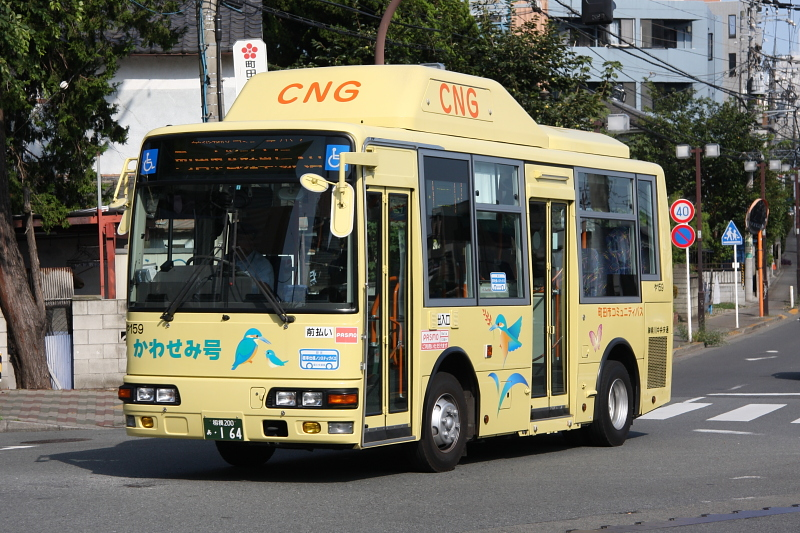
Community Bus in der Stadt Machida

Buslinien haben in der Metropolregion Tokio üblicherweise eine sekundäre Rolle und dienen vor allem als Zubringer zu den Bahnhöfen. Ausnahmen sind Fernbusse und Zubringerbusse zu den Flughäfen. Größter Fernbusbahnhof ist der Shinjuku Expressway Bus Terminal. Das Verkehrsamt der Präfektur Tokio trägt die präfekturbetriebenen Busse (Toei Bus), die im Stadtzentrum Tokios fast eine Monopolstellung innehaben. Mehrere Sonderbezirke und andere Gemeinden in Tokio unterhalten auch kommunale Busse vor allem für den Lokalverkehr, sogenannte community bus (コミュニティバス). In den übrigen Gebieten sind verschiedene Tochterunternehmen der weiter oben erwähnten privaten Bahngesellschaften tätig. Mehrere Städte wie Yokohama und Kawasaki besitzen eigene städtische Busbetriebe. Einige Betreiber bieten kombinierte Bus/Bahn-Tickets an; außerdem gibt es vergünstigte Tarife für Kinder, Senioren und Invalide.
Ebenfalls vom Verkehrsamt der Präfektur Tokio wird die Toden-Arakawa-Linie betrieben. Diese 12,2 km lange Straßenbahnlinie mit einer Spurweite von 1372 mm ist die letzte verbliebene Linie des ehemaligen städtischen Straßenbahnnetzes (Tōkyō Shiden, seit 1943 Präfekturstraßenbahn, Tōkyō Toden). Die Bahngesellschaft Tōkyū Dentetsu betreibt die 5,0 km lange Setagaya-Linie im gleichnamigen Bezirk Setagaya (Spurweite 1372 mm), die zwar als Stadtbahn trassiert ist, rechtlich aber als Straßenbahn gilt.

## Straßenverkehr

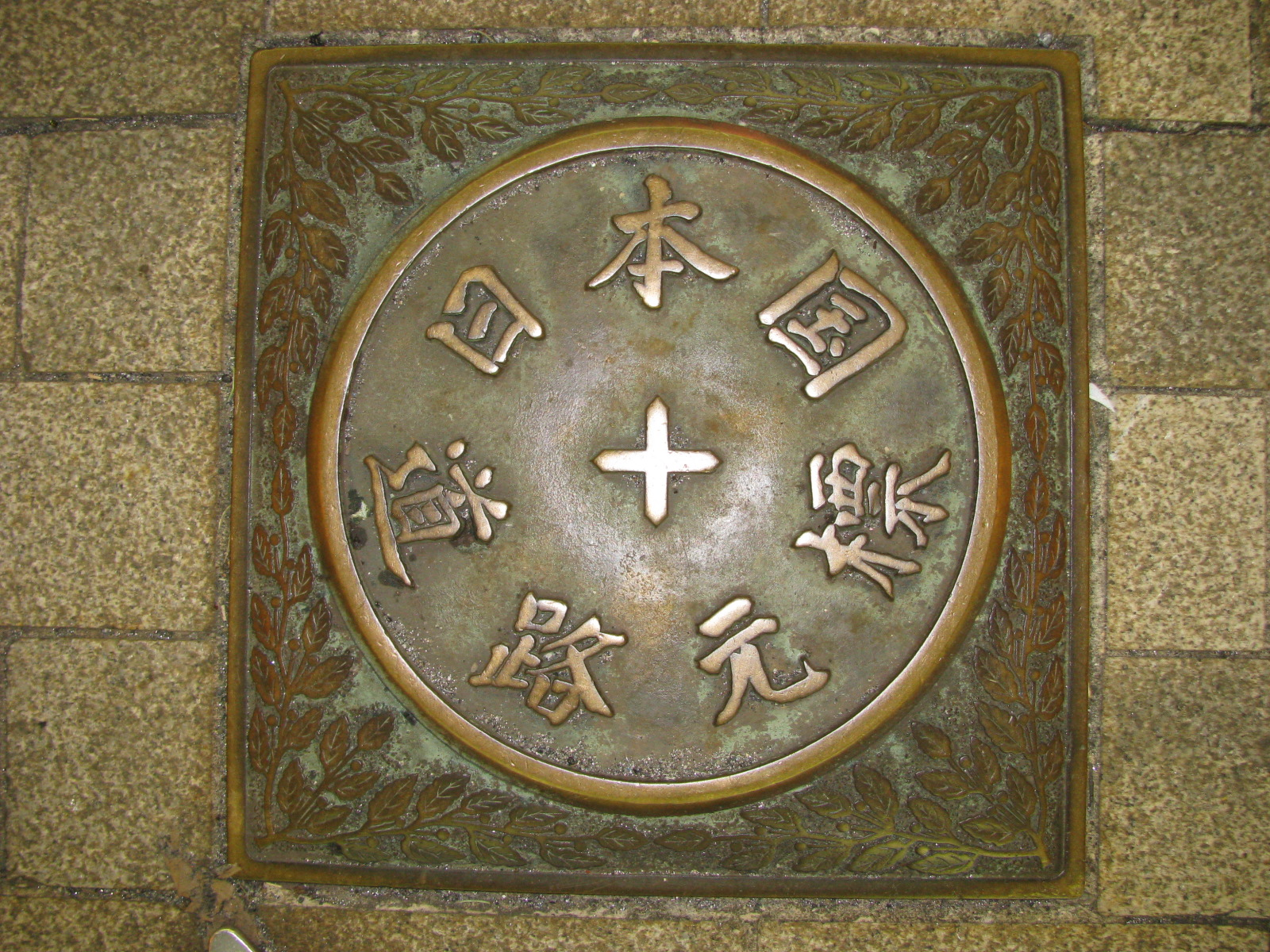
Diese Markierung beim Nihombashi ist der Referenzpunkt von Japans Hauptstraßennetz

### Regionales und lokales Straßennetz
Nationalstraßen, Präfekturstraßen und Gemeindestraßen bilden ein engmaschiges Netz. Zu den wichtigsten Straßen gehören:
- Nationalstraße 1: verbindet Tokio mit Osaka und folgt dabei dem Verlauf des historischen Tōkaidō
- Nationalstraße 4: führt über Utsunomiya, Kōriyama und Sendai nach Aomori
- Nationalstraße 6: führt über Iwaki nach Sendai
- Nationalstraße 14: verbindet Tokio mit der Präfektur Chiba
- Nationalstraße 15: verbindet Tokio mit Yokohama
- Nationalstraße 16: ist eine bedeutende Ringstraße rund um Tokio
- Nationalstraße 17: führt über Saitama und Maebashi nach Niigata
- Nationalstraße 20: durchquert Tokio von Ost nach West und führt weiter in die Präfektur Yamanashi

Die Nihombashi, eine Brücke im Bezirk Chūō, ist der Ausgangspunkt der in Tokio beginnenden Nationalstraßen und Referenzpunkt für Entfernungsangaben. Wie in Japan üblich, tragen nur einige wichtige Straßen überhaupt einen Namen. Stattdessen werden meist mehrere eng zusammengebaute Häuserblocks nach ihrer geographischen Lage, markanten Gebäuden oder bekannten Geschäften bezeichnet.

### Autobahnen

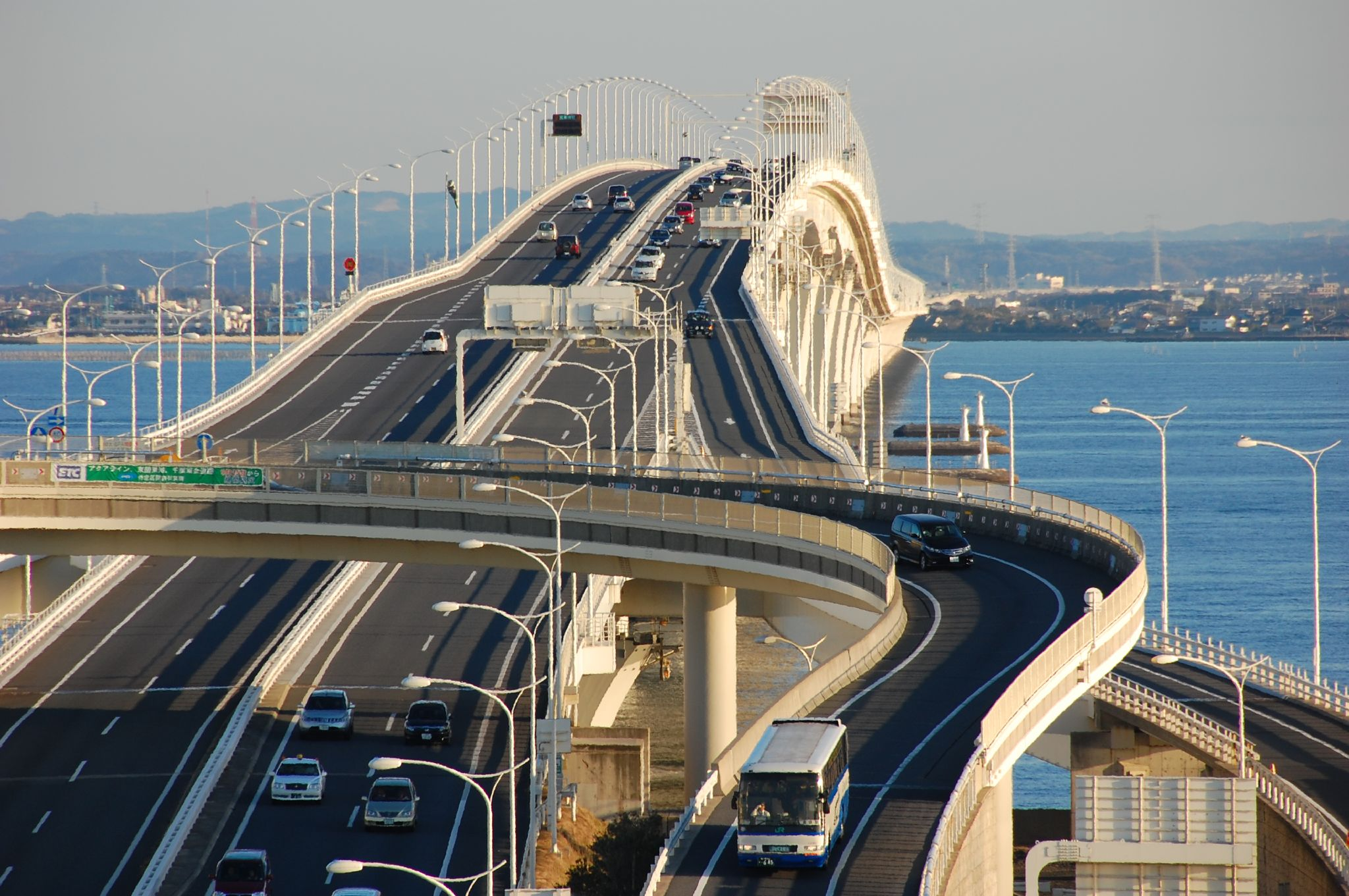
Tōkyō-wan-Aqua-Line über die Bucht von Tokio

Das Unternehmen Shuto Kōsokudōro („Hauptstadt-Autobahnen“, engl. Shuto Expressway) betreibt ein rund 300 km langes Autobahn-Netz, das vor allem die Bezirke im Ostteil der Präfektur Tokio erschließt, aber auch in benachbarten Präfekturen Kanagawa, Saitama und Chiba hineinreicht. Von großer Bedeutung sind insbesondere der Innere Ring (C1) und der Mittlere Ring (C2), die übrigen Autobahnen sind überwiegend Radialstrecken.
Vom Unternehmen Higashi-Nihon Kōsokudōro („Ostjapanische Autobahn[en]“; engl. NEXCO East) werden unter anderem die Tōkyō-wan-Aqua-Line und die Tōkyō-Gaikan-Autobahn (engl. „Tokyo Gaikan Expressway“ für Tōkyō gaikan jidōshadō, „Äußere Ringautobahn Tokio“) betrieben. Erstere ist eine Brücken-/Tunnelstrecke zur Querung der Bucht von Tokio, letztere eine teilweise fertiggestellte äußere Ringautobahn im Norden der Metropolregion.
Mehrere überregionale Autobahnen treffen in Tokio zusammen, darunter die Tōmei-Autobahn über Yokohama und Shizuoka nach Komaki (nördlich von Nagoya), die Chūō-Autobahn über Kōfu nach Komaki, die Kan’etsu-Autobahn nach Niigata und die Tōhoku-Autobahn über Sendai nach Aomori.

### Kfz-Kennzeichen
In den acht Präfekturen des „Hauptstadtgebiets“ (shutoken) gibt es folgende regionale Kfz-Kennzeichen:

in Tokio: 品川 Shinagawa 足立 Adachi 練馬 Nerima 多摩 Tama 八王子 Hachiōji 杉並 Suginami
in Kanagawa:
in Chiba:
in Saitama:
in Ibaraki:
in Tochigi:
in Gunma:
in Yamanashi:
板橋 Itabashi
世田谷 Setagaya
江東 Kōtō
葛飾 Katsushika
- in Kanagawa:
横浜 Yokohama
川崎 Kawasaki
湘南 Shōnan
相模 Sagami
- in Chiba:
千葉 Chiba
習志野 Narashino
袖ヶ浦 Sodegaura
野田 Noda
成田 Narita
船橋 Funabashi
市川 Ichikawa
柏 Kashiwa
松戸 Matsudo
市原 Ichihara
- in Saitama:
大宮 Ōmiya
熊谷 Kumagaya
所沢 Tokorozawa
春日部 Kasukabe
川口 Kawaguchi
越谷 Koshigaya
川越 Kawagoe
- in Ibaraki:
水戸 Mito
土浦 Tsuchiura
つくば Tsukuba
- in Tochigi:
宇都宮 Utsunomiya
とちぎ Tochigi
那須 Nasu
- in Gunma:
群馬 Gunma
高崎 Takasaki
前橋 Maebashi
- in Yamanashi:
山梨 Yamanashi
富士山 Fujisan

## Schifffahrt
Der Hafen Tokio ist einer der größten am Pazifischen Ozean. Er befindet sich im Mündungsbereich des Flusses Sumida und umfasst mehrere künstliche Inseln in der Bucht von Tokio. Verwaltet wird er von der Hafenbehörde der Präfektur Tokio. Im Jahr 2011 wurden 26.538 Schiffe mit einer Umschlagmenge von 83,39 Millionen Tonnen abgefertigt. Südlich an den Tokioter Hafen, getrennt durch den Flughafen Haneda, grenzt der städtische Hafen Yokohama. Im Jahr 2009 er 37.106 Schiffe 115.54 Millionen Tonnen Güter.
Zwischen Yokosuka in der Präfektur Kanagawa und Futtsu in der Präfektur Chiba verkehrt die Tokyo-Wan Ferry, eine Auto- und Personenfähre über die Bucht von Tokio. Weitere Schifffahrtslinien in der Bucht dienen weitgehend dem Ausflugsverkehr. Wichtige Anbieter sind Tokyo Cruise Ship und Tokyo Mizube Line in Tokio sowie The Port Service und Keihin Ferry Boat in Yokohama.
Von Tokio und Yokohama aus verkehren Schiffe zu den Izu-Inseln, den Bonin-Inseln, den Amami-Inseln und nach Okinawa.